# Norra Fågelås IF
Norra Fågelås IF är en fotbollsklubb i Norra Fågelås i Hjo kommun.
Föreningen var den kände fotbollsspelaren Ove Grahns moderklubb.
Förutom fotboll, har klubben genom åren även ägnat sig åt bandy, bordtennis, friidrott, gång, gymnastik, orientering och skidor.